# عزبة الشماشرجي
قرية عزبة الشماشرجى هي إحدى القرى التابعة لمركز شبراخيت في محافظة البحيرة في جمهورية مصر العربية. حسب إحصاءات سنة 2006، بلغ إجمالي السكان في عزبة الشماشرجى 1398 نسمة، منهم 726 رجل و672 امرأة.